# Peak Range National Park
Peak Range National Park är en park i Australien. Den ligger i delstaten Queensland, omkring 730 kilometer nordväst om delstatshuvudstaden Brisbane.
Trakten runt Peak Range National Park är nära nog obefolkad, med mindre än två invånare per kvadratkilometer.. Det finns inga samhällen i närheten.
Omgivningarna runt Peak Range National Park är i huvudsak ett öppet busklandskap.  Genomsnittlig årsnederbörd är 786 millimeter. Den regnigaste månaden är januari, med i genomsnitt 147 mm nederbörd, och den torraste är augusti, med 16 mm nederbörd.